# Bâtiment de l'école d'économie à Belgrade
Le bâtiment de l'école d'économie (en serbe : Zgrada Ekonomske škole, en serbe en écriture cyrillique : Зграда Економске школе) est situé à Belgrade, la capitale de la Serbie, dans la municipalité urbaine de Stari grad. Construit en 1929, il est inscrit sur la liste des biens culturels de la Ville de Belgrade.

## Présentation
Le bâtiment de l'école d'économie, situé 5-7 rue Cetinjska, a été construit en 1929 sur des plans de l'architecte Josif Najman dans un style académique pour l'école de commerce créée en 1844 ; la construction a été financée par les frères Vasa et Nikola Radojković, de riches marchands belgradois. Ce bâtiment témoigne du développement de l'enseignement secondaire dans le secteur économique à Belgrade après la libération du pays de la présence turque.
Le bâtiment est un édifice d'angle, avec deux ailes et une façade centrale. La décoration se réduit à un jeu de volumes entre les ailes et la façade principale.